# Dichotomius worontzowi
Dichotomius worontzowi là một loài bọ cánh cứng trong họ Bọ hung (Scarabaeidae).